# Max Brito
Maxime Brito (Abiyán, 8 de abril de 1971-19 de diciembre de 2022) fue un jugador de rugby marfileño que se desempeñaba como wing.
Fue tristemente célebre por sufrir la peor lesión posible del deporte en la Copa del Mundo de Sudáfrica 1995.

## Biografía
Vivió desde su infancia con su familia en Francia y trabajaba como electricista.

### Carrera
Comenzó a jugar al rugby de niño en el club Biscarrosse Olympique del Fédérale 3, donde debutó en primera con 19 años en 1990 y jugó hasta su lesión en 1995.

### Lesión
En el último partido ante Tonga por fase de grupos del mundial 1995 embolsó un pelotazo proveniente de un scrum en la línea de 22 y encaró siendo tackleado; al querer formarse el ruck correspondiente este se cayó con los jugadores sobre él. El golpe en su cadera alarmó la situación en el acto cuando Brito profirió un grito de dolor e inmediatamente el árbitro Don Reordan, que había visto la jugada, paró el partido. Se pudo ver que las piernas y brazos de Brito no respondían y una clara preocupación de los médicos que, sospechando de la lesión, debieron sacar en camilla al joven jugador marfileño ante la presencia enmudecida de los espectadores del estadio.
El pronóstico fue de vértebras cuarta y quinta rotas, resultando en una tetraplejia. A pesar de la urgente operación, Brito quedó cuadripléjico de por vida sin poder mover su cuerpo del cuello para abajo.

### Vida posterior
Después del accidente, a Brito se le dio tratamiento especializado y compensación, que fue financiado por todas las partes que compitieron en el mundial. Sin embargo, en 2007 se informó que Brito era todavía en gran medida incapaz de moverse, estando postrado en cama la mayor parte del tiempo, sólo con un poco de movimiento limitado en el pecho y los brazos. En una entrevista por el Mundial de Francia 2007 dijo:

«Ahora son 12 años desde que he estado en este estado. He llegado al límite de mis fuerzas... Si un día me quedo gravemente enfermo, y si tengo la fuerza y el coraje para tomar mi propia vida, entonces lo haré... Esta desventaja es mi maldición. Me mata y yo nunca lo aceptaré, no puedo vivir con él y va a estar conmigo por el resto de mi vida.» Max Brito, 2007.

## Selección nacional
Su gran desempeño en el rugby francés le permitió ser convocado a los Éléphants para el mundial de Sudáfrica 1995. Jugó tres partidos y no marcó puntos.

### Participaciones en Copas del Mundo
Fue incluido en la convocatoria a Sudáfrica 1995, donde entró como suplente frente al XV del Cardo. A pesar de la derrota 89-0, Brito ganó la titularidad jugando de arranque ante Les Bleus y frente a Tonga, donde sufrió su lamentable lesión.
| Mundial                       | Sede      | Resultado    | PJ | Tries |
| ----------------------------- | --------- | ------------ | -- | ----- |
| Copa Mundial de Rugby de 1995 | Sudáfrica | Primera fase | 3  | 0     |